# YOU (松下優也の曲)
「YOU」（ユウ）は、松下優也の5枚目のシングル。2010年5月5日発売。発売元はエピックレコーズ。

## 収録曲
1. YOU
  - 作詞：H.U.B／作曲・編曲：Jin Nakamura
2. Hallucination
  - 作詞：森雪之丞／作曲・編曲：Jin Nakamura
3. YOU (instrumental)